# Climatius
Climatius é um gênero de cordado que viveu durante o período Devoniano na Europa e na América do Norte.

## Descrição

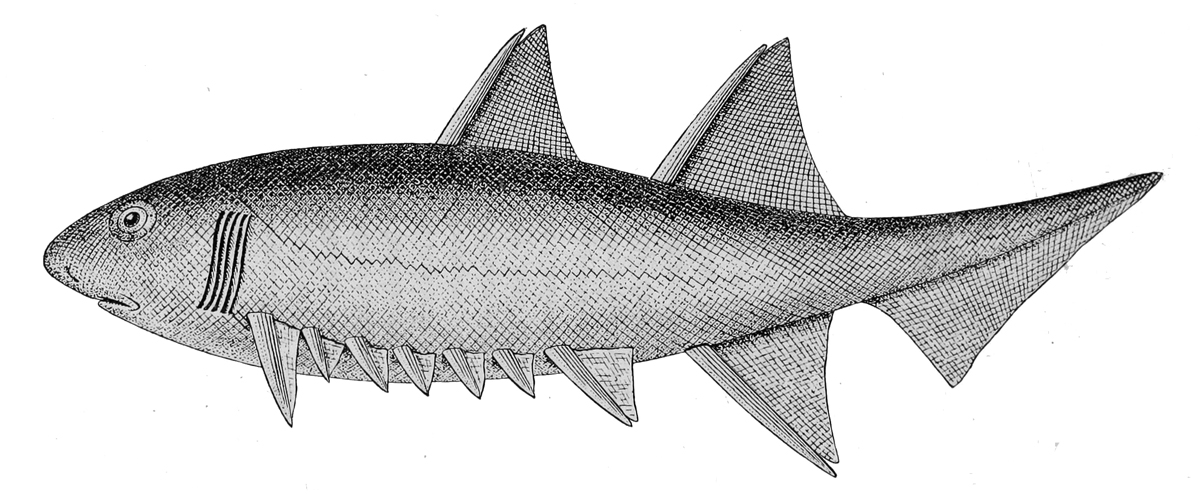
Reconstrução de C. macnicoli.

Os fósseis de Climatius indicam que o animal chegava a medir 7,5cm, sendo um animal carnívoro, predando peixes menores na água marinha. Climatius apresenta uma semelhança com os tubarões, sendo chamado de 'tubarão espinhoso', mesmo não sendo um tubarão verdadeiro.